# Río Askiz
El río Askiz o río Asjýs (en ruso: Аски́з, en jakasio: Асхыс) es un río de Jakasia en Rusia, afluente por la izquierda del río Abakán, en la cuenca hidrográfica del río Yeniséi.

## Características de su curso
Tiene una longitud de 124 km y una cuenca de 1.800 km². Nace en la cordillera Kuznetski Ataláu, en la divisoria entre las aguas de las cuencas del Yeniséi y del Obi, una zona en la que abundan las cuevas. En sus primeros 75 km de recorrido, el río cruza un paisaje de taiga, la Górnaya Shoriya, formada materiales poco sujetos a la erosión. En su curso alto, en el que discurre en dirección sur y recibe las aguas de numerosos arroyos de montaña (Bolshói y Mali Askiz, Otygchun, Talygchun, Torad, Bolto, Salat -de mayor longitud que el resto, por la izquierda-, Palanosh, Málaya Kazanashka, Kiubgen, entre otros menores), forma la garganta de Chabal (donde recibe a los ríos Chabal y Portal), antes de volverse hacia el este, tras recibir las aguas del río Jabzas (30 km, 630 km²) por su orilla derecha. Por su valle discurren la carretera Balyksá-Askiz y el ferrocarril Abakán-Askiz-Novokuznetsk. El río deja a su izquierda poco después de su viraje la derevnia Jabzas y unos 12 km más adelante, tras recibir varios pequeños afluentes (Chagan, Matveyevski, Yuyu), llega a Birikchul, donde recibe al río homónimo por la izquierda.
Una decena de kilómetros río abajo en dirección al sureste, se hallan Yugachi y Ugul-Kichig, donde el Askiz recibe las aguas del Sup (izq) y del Bai (der), y un poco más adelante Kazánovka. Recibe las aguas del Syglygkug por la izquierda y las del Irikjarasus por la derecha antes de llegar a Verjni Askiz. El río se encuentra ya en terreno de estepa y el cauce del río genera numerosos meandros, canales e islas, y se forma un valle anegadizo de hasta 200 m de anchura, que se forma por la poca profundidad del río que se desborda con facilidad en tiempos de deshielo o lluvias abundantes, generando daños en los cultivos y en las localidades, aunque se han construido diques para evitarlos y canales de aprovechamiento para el riego agrícola (3.000 ha). El río continua si camino hacia el este y antes de entrar en Askiz recibe las aguas del Bazá en Ust-Bazá. Poco después, tras ser cruzado por el puente de la carretera A161 se halla su desembocadura, en Askiz. Tras el puente, en la confluencia con el río Abakán se forman muchos canales e islas que varían mucho con las variaciones en el caudal de los ríos.